# Gwizdówki
Gwizdówki (Pachycephalopsinae) – wyodrębniona na podstawie analizy filogenetycznej, monotypowa podrodzina ptaków z rodziny skalinkowatych (Petroicidae).

## Zasięg występowania
Podrodzina obejmuje gatunki występujące na Nowej Gwinei i sąsiedniej wyspie Yapen.

## Morfologia
Długość ciała 15–16,5 cm; masa ciała 33–42 g.

## Systematyka
Do podrodziny należy jeden rodzaj – Pachycephalopsis, który zdefiniował w 1879 roku włoski ornitolog Tommaso Salvadori na łamach Annali del Museo civico di storia naturale di Genova. Jako gatunek typowy Salvadori wyznaczył gwizdówkę oliwkową (P. hattamensis).

### Etymologia
Pachycephalopsis: rodzaj Pachycephala Vigors, 1825 (fletówka); gr. οψις opsis „wygląd”.

### Podział systematyczny
Do podrodziny należy jeden rodzaj z następującymi gatunkami:
- Pachycephalopsis hattamensis (A.B. Meyer, 1874) – gwizdówka oliwkowa
- Pachycephalopsis poliosoma Sharpe, 1882 – gwizdówka szara